# AAT Piuzawod Aliwaryja

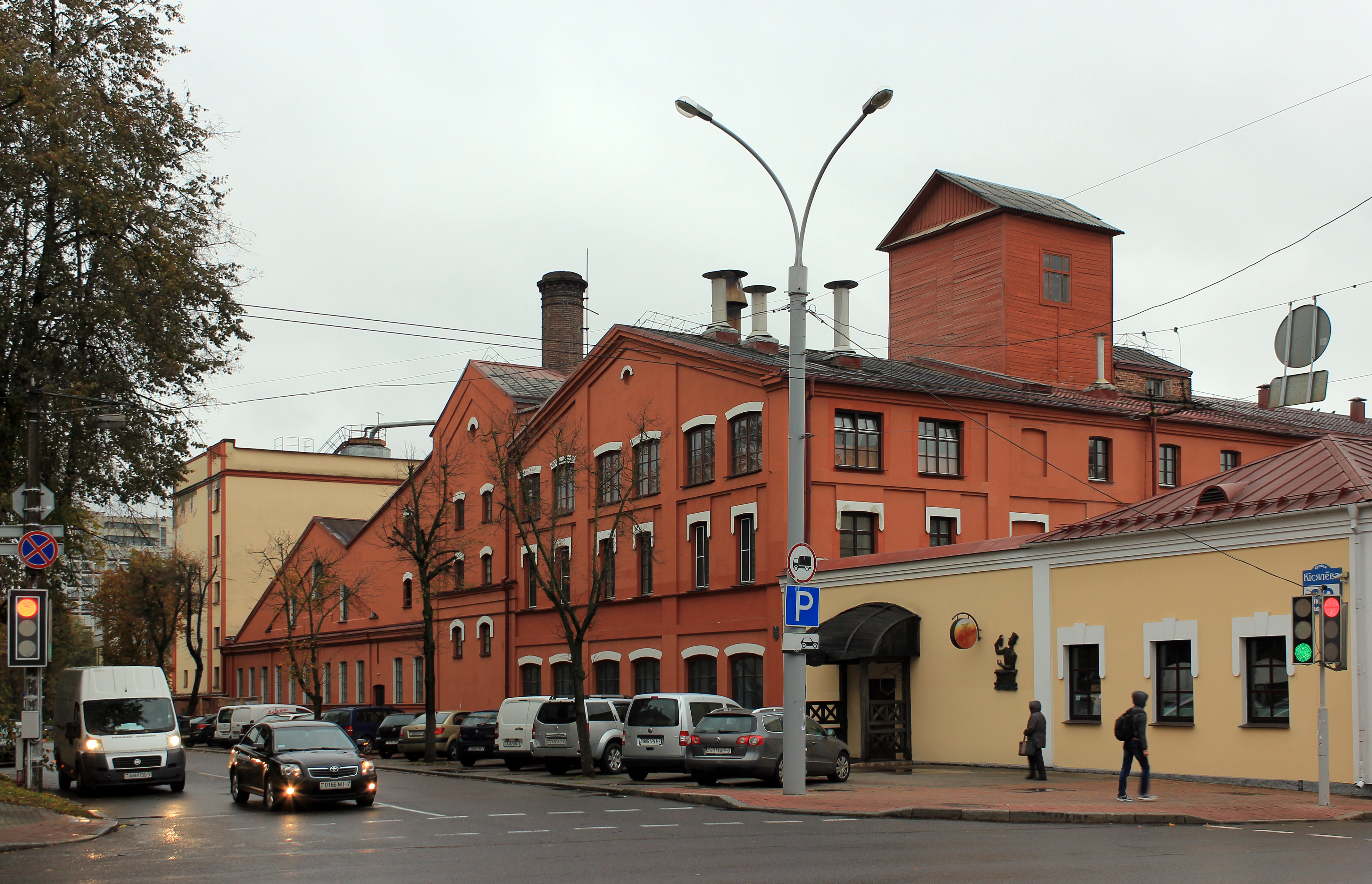
Budynek browaru

Piuzawod Aliwaryja AAT (biał. Піўзавод Аліварыя AAT, ros. Пивзавод Оливария ОАО, dosł. Browar Aliwaryja S.A.) – najstarsza spółka zajmująca się produkcją piwa na Białorusi. W 2007 roku do spółki należało 12,7% krajowego rynku piwa.

## Historia
29 stycznia 1864 roku mińska mieszczka Rychla Frumkina dokonała otwarcia drewnianego browaru w Mińsku. Już 5 lat później piwo z tego browaru zdobyło pierwszy medal na ogólnorosyjskiej wystawie. Bujny rozwój browar przeżył w okresie, kiedy przejął go na własność hrabia Karol Hutten-Czapski. Ten poważnie zmodernizował przedsiębiorstwo, między innymi w 1894 roku wzniósł kamienny budynek browaru. Browar wchodził w skład spółki Bohemia, stąd też tę ostatnią nazwę spotyka się jako nazwę samego browaru. W 1898 roku hrabia sprzedał browar braciom Lekkert, którzy kierowali nim do 1917 roku. Browar zaczęto wtedy nazywać Browarem Lekkertów. Z tego okresu pochodzi również charakterystyczny symbol graficzny zakładu i spółki – lecący orzeł, trzymający w szponach beczkę. W 1917 roku zakład uległ nacjonalizacji. Zmieniono też jego nazwę na Biełarus'. W czasie II wojny światowej budynek browaru pozostał jednym z niewielu w Mińsku, który nie został zniszczony; produkcja również nie została wstrzymana.
W okresie komunizmu browar funkcjonował z powodzeniem. Początek lat 90. XX wieku okazał się być jednak bardzo trudnym okresem, rozważano także likwidację nierentownego zakładu. W tej sytuacji w 1994 roku podjęto decyzję o prywatyzacji zakładu. W 2005 roku znaczącym akcjonariuszem spółki stał się Europejski Bank Odbudowy i Rozwoju, do którego należy obecnie około 21% akcji. Rok później 30% walorów nabył Baltic Beverages Holding. W czerwcu 2007 roku w zakładzie wdrożono systemy zarządzania jakością: СТБ ИСО 9001-2001, DIM EN ISO 9001-2000 i HACCP.
Spółka rozpoczęła eksport na rynek rosyjski, a także ukraiński, planuje też podjęcie eksportu do krajów bałtyckich.
Sukcesy w zarządzaniu spółką nie uszły uwadze branży menedżerskiej. W 2007 roku Dyrektor Generalny spółki Nikołaj Dudko został nagrodzony w krajowym konkursie Cziełowiek-dieła 2007 w kategorii aktywnego zdobywania i efektywnego wykorzystywania zagranicznych inwestycji.

## Produkty
Obecnie (maj 2008) przedsiębiorstwo jest producentem następujących marek piwa Aliwaryja: Biezalkoholnoje, Diesiatka, Kriepkoje, Zołotoje, Troickoje, Ekstra, a także marki Data 1864. Spółka znana jest z nowoczesnego i oryginalnego designu opakowań produktów. 10 kwietnia 2008 roku browar wyprodukował pierwsze białoruskie piwo w szklanej butelce zdobionej reliefem. Z kolei we wrześniu 2007 roku spółka wyprodukowała pierwsze na białoruskim rynku piwo w plastykowym opakowaniu (piwo to sprzedaje się pod marką Browar w dwóch wersjach: Kłassiczeskoje i Krepkoje). W braży piwowarskiej zwraca się również uwagę na innowacyjność samych produktów spółki, np. technologię wyrobu nowości na białoruskim rynku – marki Aliwaryja On Ice.
Produkty zakładu wywalczyły już ponad 20 medali międzynarodowych wystaw i konkursów. Jeden z najcenniejszych, złoty medal konkursu World Beer Championship 2007, wywalczyła marka Aliwaryja Ekstra, która zgromadziła 93 ze 100 możliwych punktów.